# 壮傣民族
壮傣民族（英語：Tai peoples），又稱為台语民族、泰語民族，傣語民族，也稱為傣民族、台民族，是说壮傣語支语言民族的总称。这些民族不仅语言相近，而且多数有相似的传统习俗，如住干欄式建筑與生活在河谷低地（通常不超過一千公尺的悶熱潮濕低地）、紋身、种水稻（不種温帶糧食，每年只耕作一次）。
但泼水节，喜吃生酸食物與烘烤水產、大米、穿紗籠、信仰上座部佛教（部分）与壯傣民族民間信仰。并且自称为Tai（台、泰、傣、岱依，意思為人），僅是西南部泰語支民族的習俗。
壮傣民族主要分布在中国南方（廣西壯族自治區、貴州、云南）和中南半岛至印度東北部阿萨姆，总人口达1亿，包含中國境內一千八百萬壯族、泰國境內超過六千萬泰族等。是現代泰國與寮國的主體民族，在緬甸也有分布，聚居在緬甸的撣邦。
可以按照语言进行分类：
- 北部：北部壮族、布依族
- 中部：南部壮族、岱依族、侬族、山泽族
- 西南部：
  - 西北部：掸族、德宏傣（水傣、汉傣、阿豪姆人）、傣仂（西双版纳傣）
  - 东北部：佬族
  - 中东部：中部泰族、黑泰（傣担）、白泰（傣端）、红泰（以上三种为越南泰族和金平县傣族）

## 名稱
中華人民共和國學者辛世彪認為在中國大陸一般將白保羅的 Thai 譯成「台語」而非「泰語」可能是要迴避泛泰主义。

## 壮傣民族的起源與歷史

壮傣民族進入東南亞的遷徙路徑

### 原始時代
今壯族聚居的右江河谷地帶，已發現多處六七十萬年前古人類活動留下的舊石器時代遺址，其中有不少文化遺物。五萬至一萬多年前的舊石器時代晚期。這些古人類的體質特徵，大體是頭部顴骨較大，鼻梁稍凹，上門齒呈鏟形等，與現代壯族人差異很大，說明了他們不是現代壯族的主體祖先。壯族的先民是廣西乃至整個嶺南地區最早的土著。

### 西甌時期（公元前1世紀－公元23年）
公元前221年，秦始皇統一六國以後，派尉屠睢率領50萬大軍，兵分五路，向嶺南進發。與東路進軍一直很順利的情況相反，從西路的進軍途中，遇到了西甌的強烈抵抗。在一次戰鬥中西甌君譯吁宋陣亡了。但西甌人「皆入叢薄中，......莫肯為秦虜，相置桀駿以為將」，繼續堅持戰鬥，擊斃了秦軍主將屠睢，秦軍幾乎全軍覆沒。
為了扭轉慘敗局面，秦始皇下令開鑿靈渠，保證了秦軍後備力量和糧草的源源不斷供應，經過幾年的戰爭，到公元前214年，秦軍最後打敗了西甌的抵抗力量，終於統一了嶺南，設置桂林、南海、象三郡，派官吏進行統治。接著從中原流放了一些漢人罪犯到嶺南地區「與越雜處」，壯族先民進入了短暫的郡縣時代。
公元前207年，秦朝滅亡，駐守南海郡的秦將趙佗自立為王，建立南越國。趙佗為了鞏固其統治地位，推行一系列「和綏百越」的政策，自稱「蠻夷大長」，百越局面得以安定，社會經濟得到新的發展。南越國的首都「番禺」（今廣州），其實是古越語[ba:n3 ηjoi5]的譯音，是「大村」的意思，這和現代壯語是有對應關係的。
漢武帝時期，南越國內部相互傾軋，公元前112年漢武帝重新出兵嶺南，次年（前111年）打敗南越國，將嶺南重新劃歸漢朝的直接統治之下，分為蒼梧、鬱林、合浦、南海、珠崖、詹耳等越地九郡，郡之下分若干縣，實行嚴密的統治，壯族歷史上漫長的郡縣時代真正開始了。

### 俚僚時期（公元23年－1127年）
不過，畢竟嶺南越族是一個驍勇不羈然而又十分分散的各個部落組成的，所以漢王朝吸取了趙佗「和綏百越」的經驗，採用了「以其故俗治，毋賦稅」的政策，因此相當長的一段時間裡，西甌、駱越民族社會內部原來的政治經濟制度依然保存了下來。即使這樣，壯族先民們仍不斷地起兵反抗漢王朝的統治，導致了東漢時期光武帝建武18年（公元42年）馬援的南征。
僚，在古書中，常用來指嶺南（廣東廣西）一帶的百越土著，同時僚也是壯傣語民族的自稱，至今東南亞的寮國，仍以寮（僚）作為族名與國名，泰語中仍以僚（rau）為複數第一人稱。如南史卷七十八中提及：「廣州諸山並狸獠，種類繁熾，前後屢為侵暴，曆世患之。」
公元589年，隋統一中原，進軍嶺南。嶺南各郡，共奉高涼郡俚僚族冼氏夫人為大首領，「保境拒守」。隋將韋洸由江西率軍南下，在南康（今江西贛南地）與陳太守徐鐙發生遭遇戰，不能前進，派人至書冼夫人，告知陳亡，相勸歸隋。冼夫人與屬下頭目商量，派孫子馮魂率兵擊敗徐鐙，迎接韋洸到廣州，嶺南諸郡相繼平安。隋在壯族先民地區駐重兵，採取「以夷制夷」辦法進行統治。漢文化繼續得到傳播。
隋末唐初，蕭銑稱帝，先後統一了嶺南及長江以南很多地方。（《通鑑》卷一八五）唐武德4年（621年），唐將李靖於兩湖擊敗蕭銑，直抵桂州（今桂林），派人招撫嶺南壯族先民各部首領馮盎、李光度、寧長真等，並授予官職。「凡所懷輯九十六州，戶六十餘萬」，嶺南復由中原統治。

### 「壯泰走廊」的開始形成
從秦始皇統一中國到唐初的約千年中，隨著中原王朝對壯族地區統治的日益加強，漢人到嶺南參與開發的日漸增多，漢文化的傳播更加廣泛，這樣使得壯族東部各個部族逐漸漢化，到了唐朝末年的時候，壯族東部地區漢化進程基本定局，有著大量越族語底層詞彙的粵語作為漢語的一個方言開始形成，嶺南東部地區只留下了大量的壯語地名，不服漢化與不羈漢法的壯族先民退居嶺南西部，與壯族西部地區的壯族直系先民融合。結合歷史語言學的研究，可以推斷出泰族與壯族的分化也是在這個漫長的郡縣時代開始的。
中原王朝勢力的南下，迫使一部分壯族先民紛紛南遷，通過廣西的西江流域進入了越南的紅河流域，然後又受到了早已經定居於此的越南京族先民的排擠，又不得不越過紅河流域向西進入中南半島中西部地區，沿左江流域-紅河流域-寮國高原-泰國中部平原等一條長線，形成了所謂的「壯泰走廊」。在經過漫長歲月的發展之後，這些率先南遷的壯人先民逐漸征服了當地的孟族和其他大大小小原始森林部落，在相當於中國宋朝的時候，首次建立起屬於這個民族的統一政權——素可泰，其後在周邊地區建立起了其他大大小小的泰族政權，形成現在的泰族和老族先民的政權。這些政權大都受到了這片土地的土著——孟人的影響，在宗教文化上也受到了孟人長久信仰的上座部佛教的洗禮，泰-老民族開始形成了全民信仰上座部佛教的局面。
在「壯泰走廊」形成並發展的漫長歲月當中，由於雲貴高原北部的藏緬語族民族（彝語支民族為主）的南下，以及越南京族政權的興起並脫離中國的中央王朝政權取得獨立後不斷地向其北面的壯族地區和其西面的泰族地區擴張，兩者開始形成了對壯-泰族先民的鉗狀制約力量，壯泰民族從漫長的壯泰走廊分布變化為逐漸分離局面，也導致了現在壯族先民與現代泰族先民失去了緊密聯繫，終於產生了壯泰民族的最終分化。從現在民族的分布圖來看，壯族分布與泰族（包括老族、傣族、撣族等）分布呈一個葫蘆狀，壯族的分布區和泰族的分布區為葫蘆的兩大瓢，而兩者之間唯一的連續點就是越南西北泰族地區和雲南文山州的壯族地區，可以窺視出壯泰遷徙歷史的一些脈絡。
在泰-老族政權的形成之後，隨著人口的繁衍和農業的發展，一些泰-老族開始沿著河流往上游追尋適合耕作的土地，進入了現在緬甸的撣邦和中國雲南的南部地區，開始繁衍生息起來，並一直保持著與原來的泰-老民族的緊密聯繫，這些泰-老人就是現代緬甸撣族和中國傣族的先民。到了近代，壯泰分化模式基本固定下來，兩者的區別就是，西部是信仰上座部佛教的泰-老族，東部則是仍然保留著傳統信仰和祖先崇拜的的壯族-布依族。許多外國的學者都喜歡把壯族、布依族等稱呼為「不信奉上座部佛教的泰族」，就是這個原因。